# NGC 7323
NGC 7323 est une galaxie spirale située dans la constellation de Pégase. Cette galaxie a été découverte par l'astronome allemand Albert Marth en 1863. Sa vitesse par rapport au fond diffus cosmologique est de 5 240 ± 25 km/s, ce qui correspond à une distance de Hubble de 77,3 ± 5,4 Mpc (∼252 millions d'al).
La classe de luminosité de NGC 7323 est II et elle présente une large raie HI. Selon la base de données Simbad, NGC 7323 renferme également des régions d'hydrogène ionisé. 
À ce jour, trois mesures non basées sur le décalage vers le rouge (redshift) donnent une distance de 79,500 ± 1,453 Mpc (∼259 millions d'al), ce qui est à l'intérieur des valeurs de la distance de Hubble.
Selon M. J. Geller et J. P. Huchra, NGC 7323 est membre d'un groupe de galaxies. Ce groupe se compose de trois galaxies, soit NGC 7316, NGC 7321 et NGC 7323. Cependant, la distance de Hubble de NGC 7321 est de 100,2 ± 7,0 Mpc (∼327 millions d'al), bien au-delà de celle des deux autres galaxies.
La distance de Hubble de NGC 7324, située à proximité sur la sphère céleste est de 138,9 ± 9,7 Mpc (∼453 millions d'al), bien au-delà de NGC 7323. Ces deux galaxies forment donc une paire purement optique.